# La Capilla (Buenos Aires)
La Capilla es una localidad semirrural argentina del partido de Florencio Varela, provincia de Buenos Aires.
Aunque pertenece al partido de Florencio Varela, a la localidad no se la considera parte del Gran Buenos Aires.
Al ser un entorno casi natural en su totalidad, se pueden encontrar distintas estancias y quintas de recreación al aire libre.
Aquí también se encuentran las penitenciarías del partido.

## Nombre

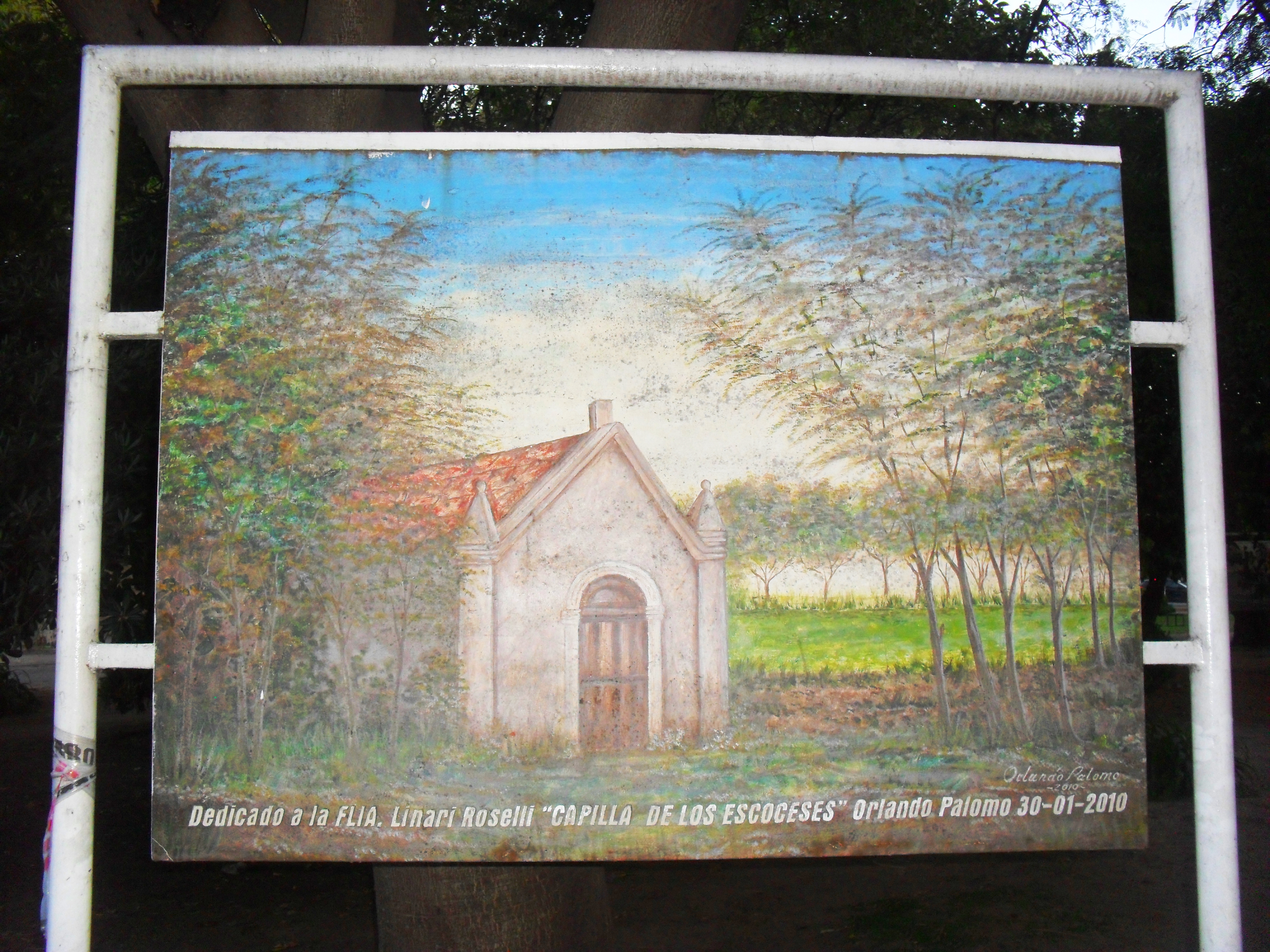
Representación de Capilla de St. John expuesta en una plazoleta del Centro de Florencio Varela.

Debe su nombre a la Capilla Presbiteriana de St. John. El 27 de marzo de 1854 se coloca la piedra fundamental de la Capilla Presbiteriana Escocesa, bajo la advocación de San Juan, en la actual Ruta 53, antiguo camino de tierra a Chascomús.

## Historia
La historia de este paraje rural está relacionado entrechamente con la capilla arriba mencionada.
En 1824, los hermanos John y William Robertson se dirigieron al Gobernador Martín Rodríguez y le propusieron un contrato, traer cierto número de familias escocesas, para ejercer la cría de ovejas y la agricultura. Solicitaron tierras aptas al sur de la provincia, dinero y herramientas de trabajo en préstamo. Además, la colonia debería tener sus propias autoridades elegidas entre los más miembros más respetados, su propia milicia y la libre práctica de culto, la religión protestante.
Por decreto firmado por el presidente Rivadavia el 11 de mayo de 1824, fueron aceptadas las condiciones de los hermanos escoceses, incluido el punto concerniente a la religión. Esto significa que fue el primer “permiso” que implicaba el reconocimiento por primera vez en nuestro país de la libertad de cultos.
Los colonos llegan a Buenos Aires en "Symmetry of Scarboro"  el 11 de agosto de 1825, los gastos fueron cubiertos por los Robertson.
El asentamiento debía constituirse lejos de la ciudad y se llamó Santa Catalina en Lomas de Zamora, pero lo Robertson terminaron fundidos luego de la Guerra del Brasil y la revolución de Lavalle, el proyecto había durado tres años.
Asentados en Monte Grande, los más de doscientos escoceses comenzaron a amasar los ladrillos para sus viviendas y quitar el basto cardal que los rodeaba. Éste sin embargo, les había dado un señal de bienvenida, el cardo es la flor nacional de su país y cubría grandes extensiones tanto en esta nueva tierra como en su natal Escocia.
Se dedicaron a la agricultura y a la cría de animales, levantaron un molino para producir harina de maíz. Protegieron su siembra con cercos de talas. Aligeraron los carruajes de transporte con amortiguadores para facilitar el viaje por los rudimentarios caminos de tierra. Elaboraron y envasaron manteca para así transportarla hacia el mercado. Construyeron también una capilla, la cual hoy se encuentra desaparecida.
Esta aparente paz se alteró con los enfrentamientos entre unitarios y federales. Tras la batalla de Puente de Márquez (1829), la colonia comenzó a dispersarse, hacia zonas aledañas como Brandsen, Chascomús, Quilmes. Las familias prosperaron y algunas de ellas acumularon riquezas, como los Davidson.
El matrimonio compuesto por Juan Davidson y Margaret Campbell donó 8 acres de campo al costado del Camino de tierra a Chascomús, hoy ruta 53, para construir un templo en la zona.
A pesar de ser vecinos de los Davidson, entre sus fundadores no se encontraba la familia Hudson, ya que estos últimos eran estadounidenses y profesaban la religión metodista, veían con mala cara y consideraban de baja estirpe a los escoceses.
La Capilla Saint John comienza a erigirse en base al diseño de Eduardo Taylor, sus constructores fueron Alexander Mc Phail y Roque Petruchi y es de estilo gótico.
El 27 de marzo de 1854 se coloca la piedra fundamental bajo la advocación de San Juan y se convierte en la primera capilla de la religión evangelista ubicada en una zona rural. Otras construidas más recientemente se encuentran en Jeppener y Chascomús; antes, los colonos atravesaban largas distancias para llegar a la Capilla de los Escoceses para casarse y bautizarse.
En su inauguración, bajo supervisión del Reverendo James Smith, Mr. Gilbert Ramsay pronunció el siguiente discurso:

"Éste edificio sagrado, que se erigirá en la planicie de Buenos Aires, representa un sencillo monumento a los primeros colonos escoceses, a la vez que un testimonio y un incentivo para sus descendientes, un legado que no habrá de perderse, un punto de reunión para los futuros inmigrantes que lleguen a estas hospitalarias costas y un vínculo de bienaventuranza y unión sagrada en que el rodar del tiempo se ha de fortificar y acrecentar."

Los concurrentes de esta inauguración firmaron el siguiente documento:

"La piedra fundamental de la Capilla de San Juan, construida por subscripción voluntaria para comodidad de los miembros de la Congregación Presbiteriana Escocesa residente en los distritos de Quilmes y San Vicente, fue colocada por el Rev. James Smith, capellán de dicha congregación, en presencia de los testigos abajo firmantes, el 27 de marzo del año de Nuestro Señor 1854".

Este se colocó en una botella y se depositó en una caja de plomo junto con ejemplares del “British Packert”, “La Tribuna” y el “Ilustrated London News”. Además de algunas monedas y se depositó todo ello sobre una piedra.
Pasado un año la Capilla tendría su ministro propio, esto evitaría al Reverendo James Smith viajar desde Capital hasta aquí. Francis Gebie fue el primer ministro fijo que vivió en las mismas instalaciones de la iglesia y que ejerció su ministerio durante 27 años, hasta su jubilación; luego de él, el Reverendo Lachlan Mc Neill ejerció hasta 1900; luego los oficios fueron esporádicos.
Los años y las generaciones fueron pasando y los propietarios de estas tierras comenzaron a mudarse. En 1911 se construye en Temperley la Iglesia Presbiteriana San Andrés, más grande que la Capilla Saint Johns de Florencio Varela. Ésta con casi cien años, el 6 de septiembre de 1953 cierra sus puertas y es abandonada. John Kent fue el último ministro en realizar un oficio ahí.
Las tierras se vendieron en 1968 a un productor agrícola y la capilla fue utilizada por años como galpón de verduras.
El 26 de noviembre del 2009 un voraz incendio terminó con su techo y puerta de madera, en 1998 la habían declarado Monumento Histórico Provincial, pero no se realizaron las tareas de conservación y con esto, se perdió una importante parte de la historia de Florencio Varela, aún en contra de las palabras de Mr. Gilbert Ramsay, “Este será un patrimonio que no habrá de perderse”.
En 2012, vecinos, invitados especiales y miembros de la Iglesia se reunieron en un acto convocado por la Asociación Amigos de la Capilla Escocesa y auspiciado por la Municipalidad de Florencio Varela a través de la Secretaría de Relaciones con la Comunidad y la Delegación de La Capilla, para celebrar el emplazamiento templo.

## Geografía

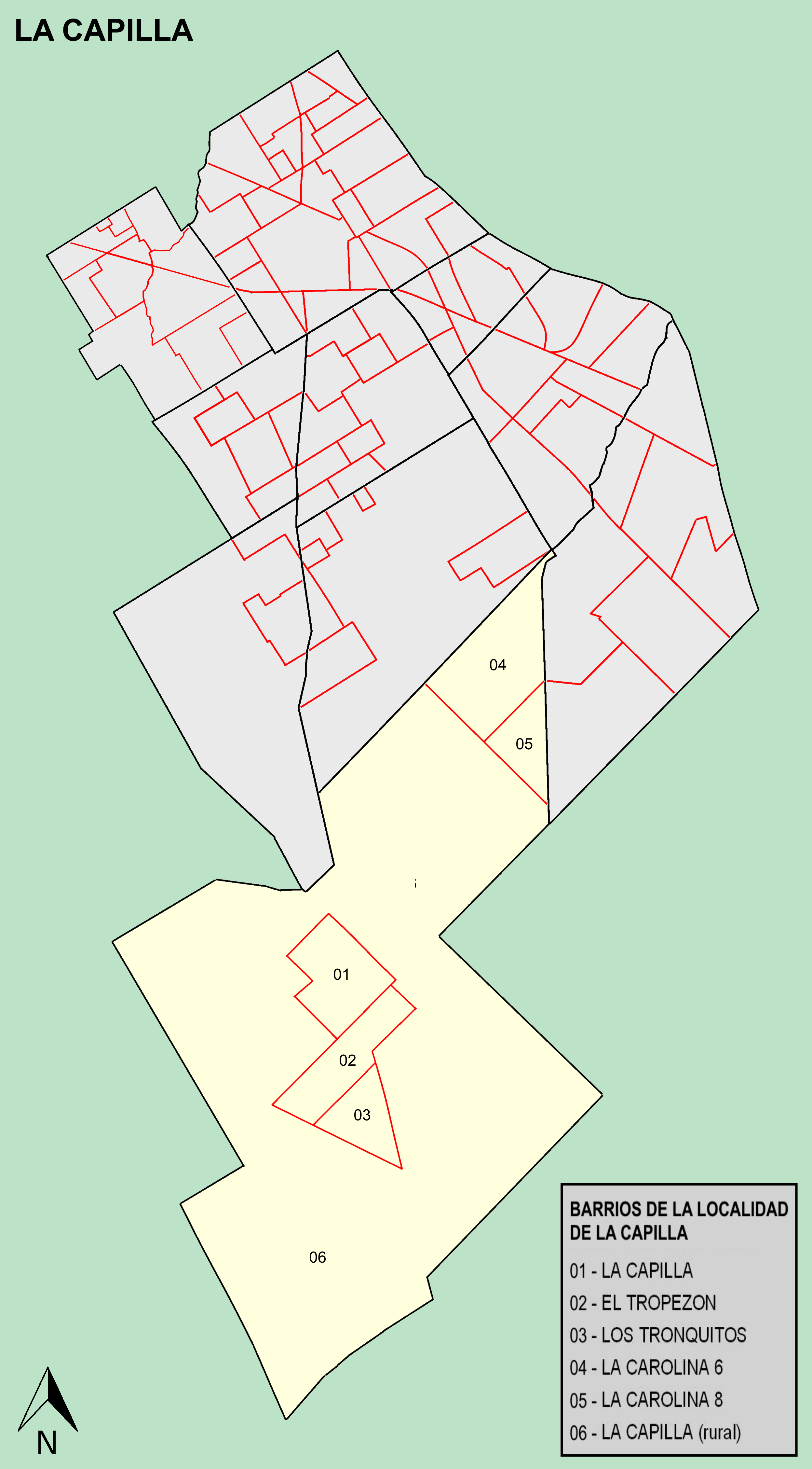
Ubicación y barrios de La Capilla en el partido de Florencio Varela.

La Capilla ocupa una vasta extensión rural al sur del partido de Florencio Varela.
Se ubica a 14 km al sur de la estación Florencio Varela. Se trata de un entorno mayormente natural, con excepción de unas pocas barriadas, en donde se llevan a cabo distintas actividades agrícolas.
Limita al norte con las localidades de Villa Brown y Villa San Luis, al este con las localidades de El Pato (Berazategui) e Ingeniero Juan Allan, al sur con el partido de La Plata y al oeste con los partidos de San Vicente y Presidente Perón

### Sismicidad
La región responde a la «subfalla del río Paraná», y a la «subfalla del río de la Plata», con sismicidad baja; y su última expresión se produjo el 5 de junio de 1888 (136 años) de silencio sísmico), a las 3.20 UTC-3, con una magnitud probable, de 5,0 en la escala de Richter (terremoto del Río de la Plata de 1888).
La Defensa Civil municipal debe advertir sobre escuchar y obedecer acerca de
Área de
- Tormentas severas periódicas
- Baja sismicidad, con silencio sísmico de 136 años

## Población
Cuenta con 1,417 habitantes (Indec, 2001) en el casco urbano, y unos 4,082 habitantes (Indec, 2001) censados como población rural dispersa.
Gran parte de la población de la localidad es de origen boliviano, quienes están dedicados a la horticultura, floricultura y avicultura.

## Educación

### Escuelas
Listado de escuelas públicas de la Localidad La Capilla:
- Nro. 4 "Dr. Florencio Varela", Barrio La Capilla
- Nro. 8 "Bernardino Rivadavia", Barrio El Tropezón

### Bibliotecas
- Biblioteca Popular El Pergamino, Barrio Los Tronquitos

## Salud
Los centros de salud primaria del siguiente cuadro atienden en la localidad:
- Centro de salud "Dr. Antonio Bengoechea", Barrio La Capilla
- Unid. Sanit. Los Tronquitos, Barrio Los Tronquitos
- Posta Sanitaria CEDEPO, Barrio La Carolina 6

## Transporte
La principal vía de acceso a esta localidad rural es la ruta provincial , que la recorre de norte a sur. 
Los colectivos de las líneas 148 y 502 se adentran en este paraje.

## Galería

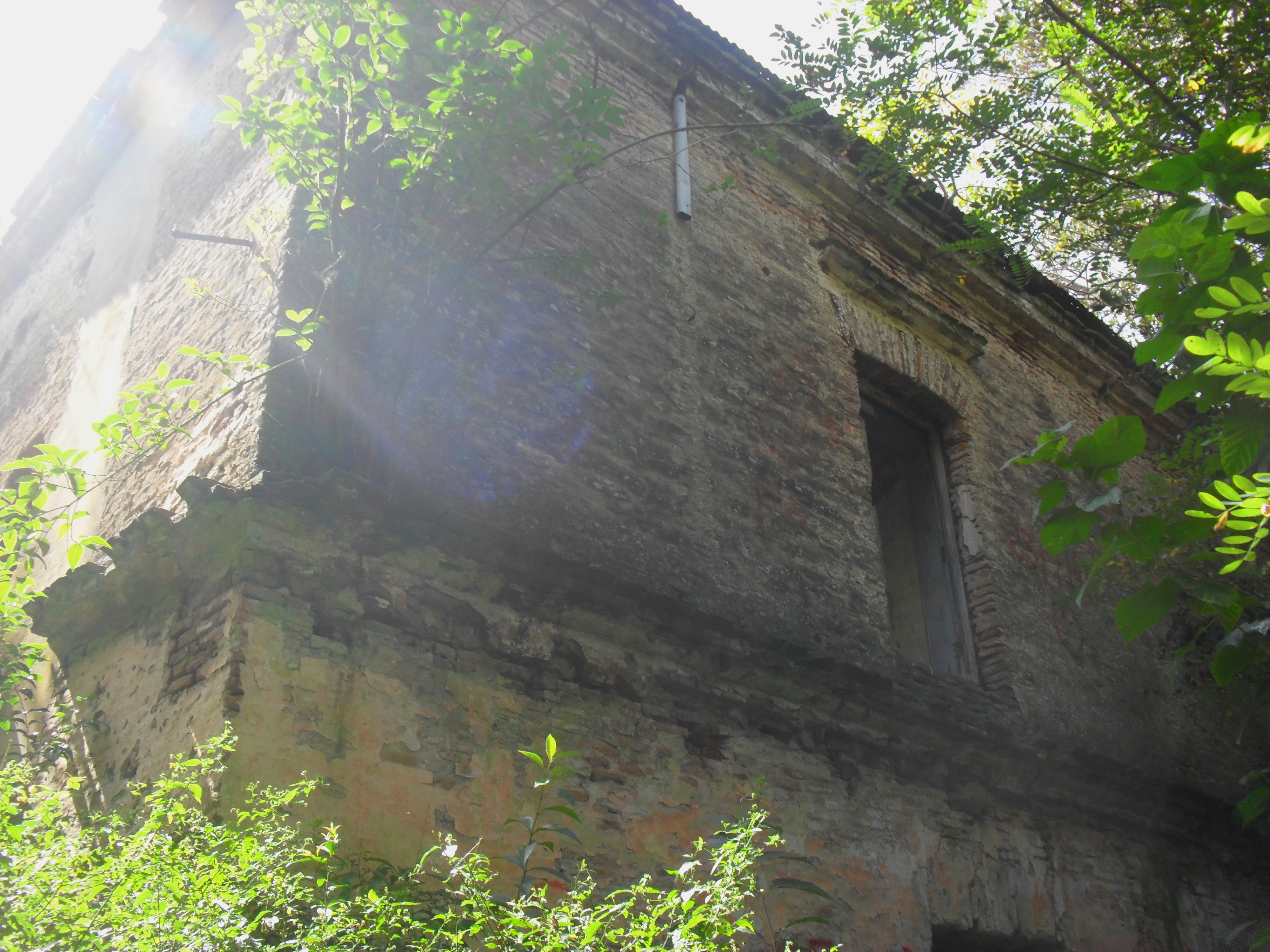
Detalle de la antigua capilla escocesa en actual estado de abandono.
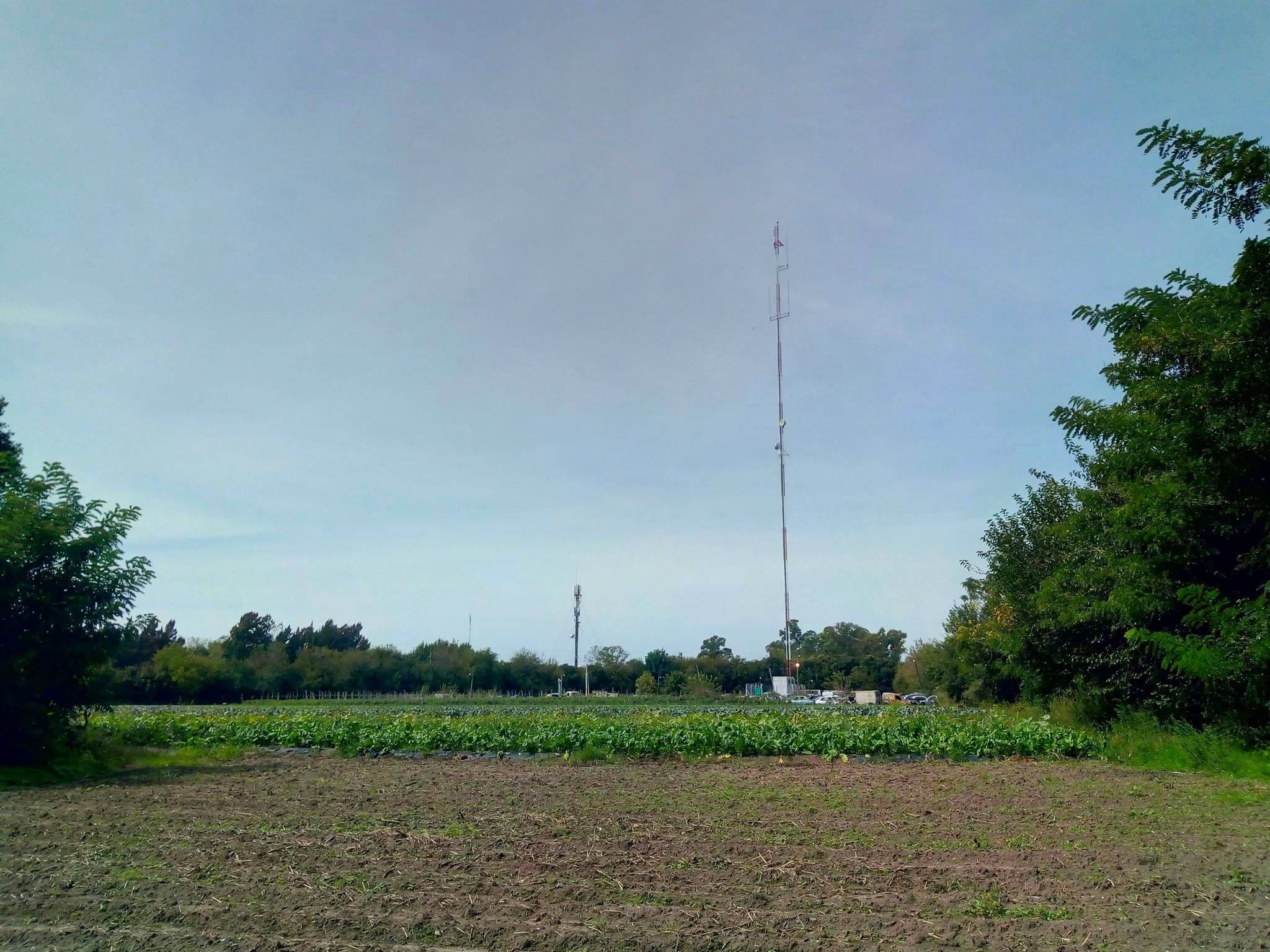
Lotes cultivados sobre la Ruta 53.
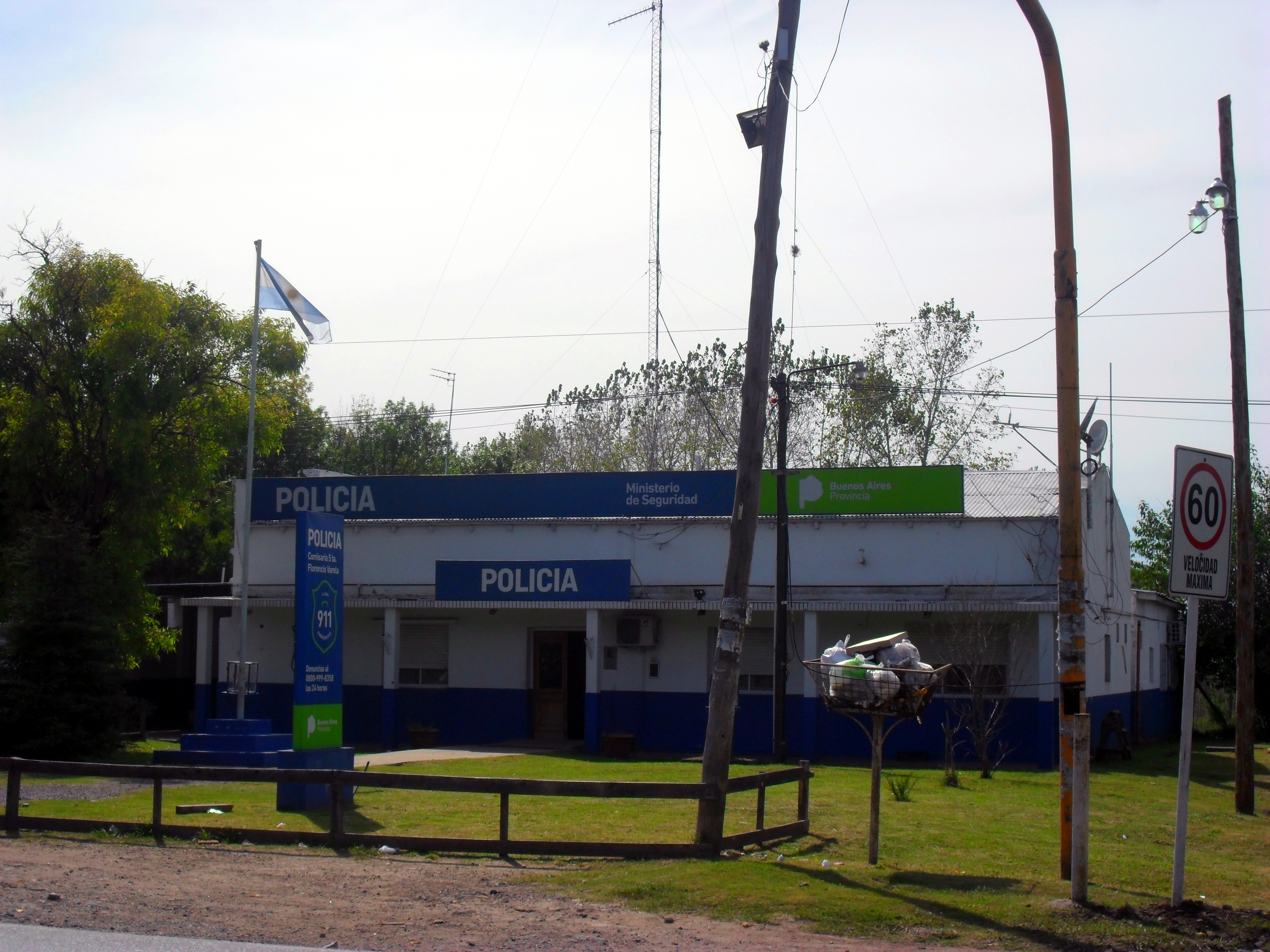
Comisaría Quinta Florencio Varela.